# Piazza Vittorio Veneto (Trieste)
Piazza Vittorio Veneto è una piazza di Trieste, situata nel quartiere di Borgo Teresiano. 

## Storia

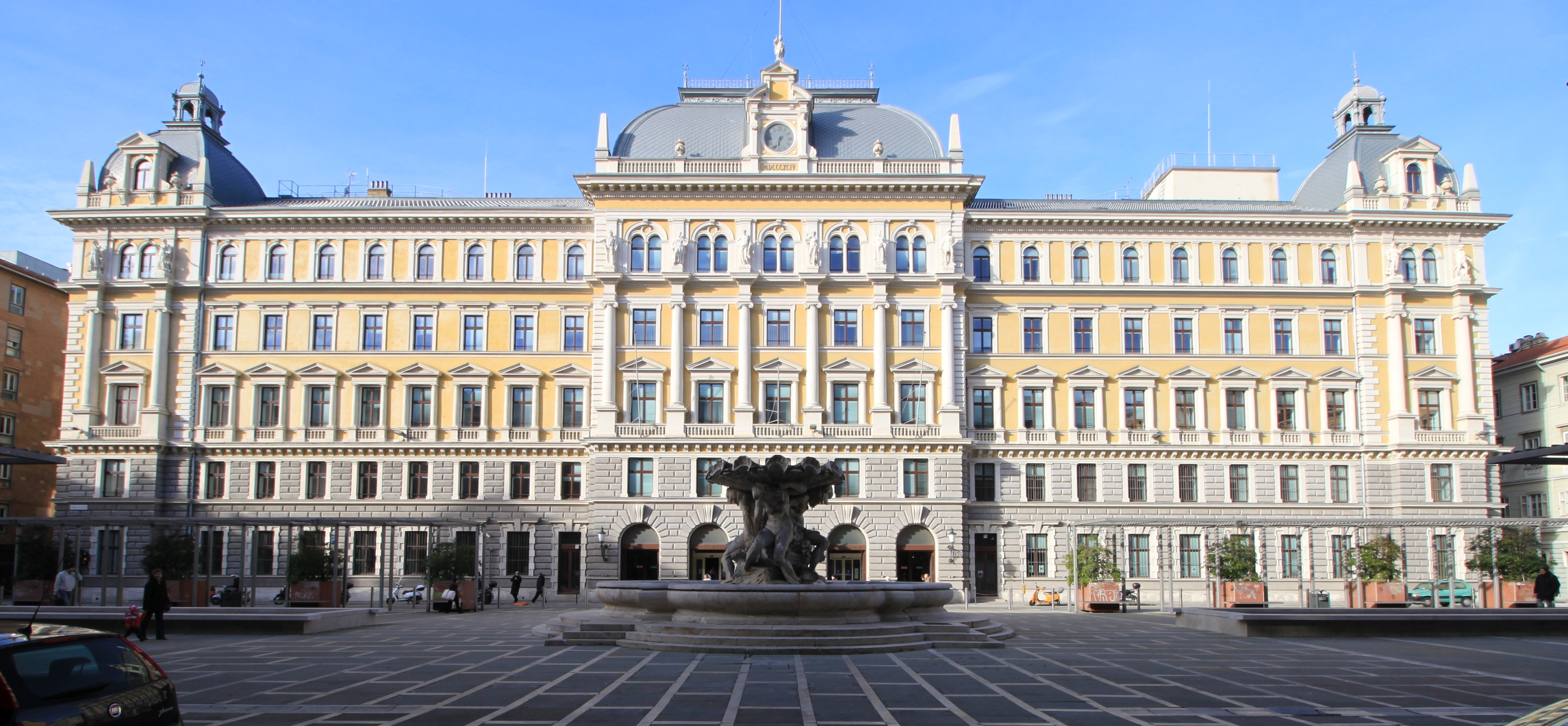
Il palazzo delle Poste, che occupa il lato occidentale della piazza.

La piazza fu inizialmente creata nel XVIII secolo, durante le opere di espansione urbanistica della città che portarono alla nascita del Borgo Teresiano. A partire dal 1791 il luogo prese il nome di piazza della Dogana, dal momento che su di essa si affacciava il palazzo della Dogana, sede degli uffici amministrativi delle autorità austro ungariche.
Alla fine del XIX secolo gli uffici della dogana furono trasferiti e il palazzo abbattuto, e al suo posto, tra il 1890 e il 1894, venne costruito il grande palazzo delle Poste, con una superficie in pianta di quasi 7100 mq e destinato ad ospitare sia gli uffici postali e telegrafici sia gli uffici finanziari. Dal 1894 la piazza assunse quindi il nome di piazza delle Poste, denominazione che mantenne fino al 1919, quando acquisì il nome di piazza Vittorio Veneto.
Tra il 2000 e il 2005 la piazza è stata oggetto di un intervento di riqualificazione a firma dell'architetto italo-sloveno Boris Podrecca, che ha comportato anche la realizzazione di un parcheggio interrato al di sotto della piazza.

## Descrizione

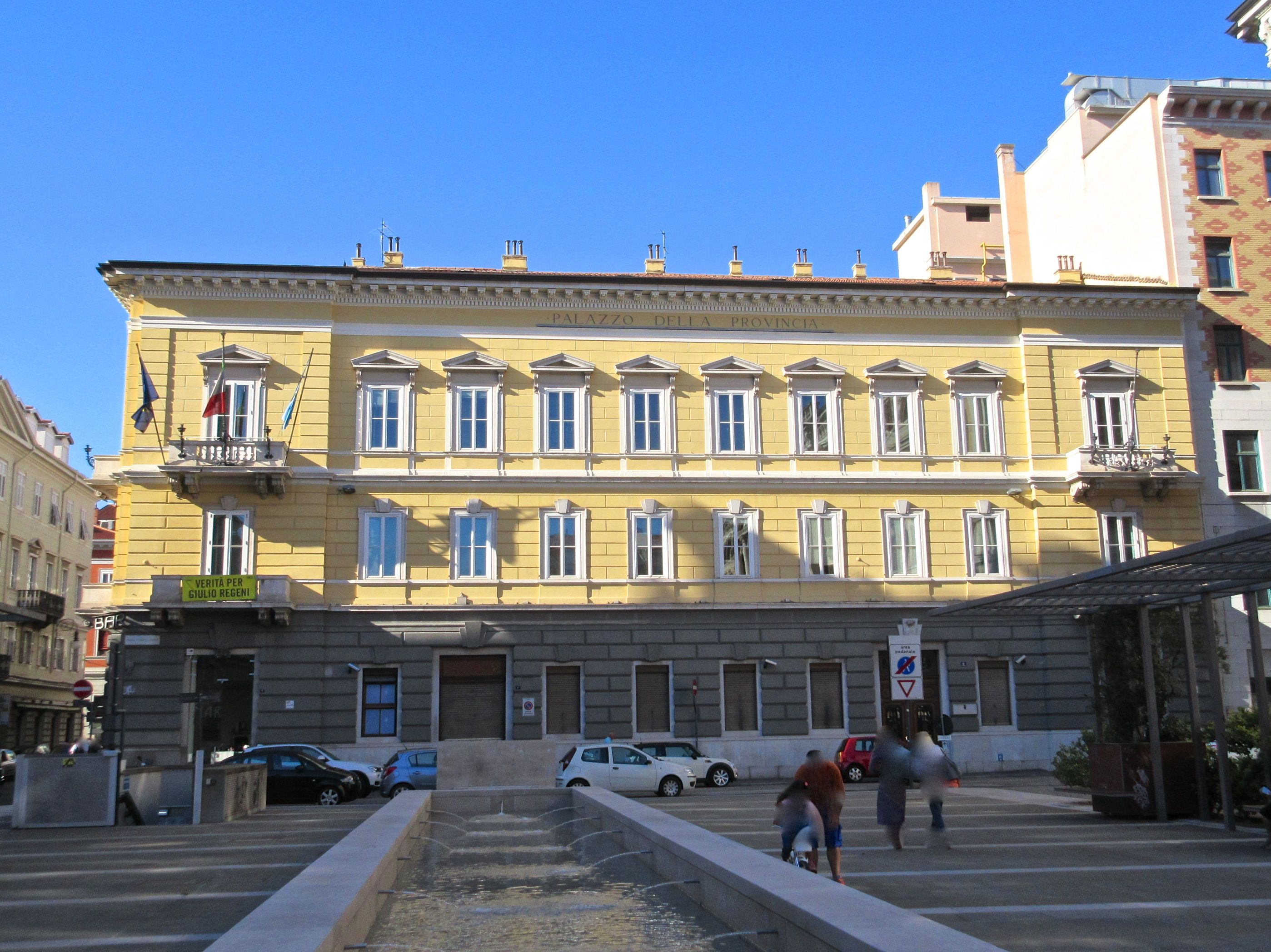
Palazzo Galatti, sul lato nord della piazza.

La piazza, di forma rettangolare, si trova nel quartiere di Borgo Teresiano ed è delimitata a sud da via Milano e a nord da via Giorgio Galatti. L'intero lato occidentale della piazza è delimitato dal grande palazzo delle Poste edificato tra il 1890 e il 1894 su progetto dell'architetto austriaco Friedrich Setz, mentre sul lato est si trova il palazzo delle Ferrovie dello Stato, anch'esso risalente al 1894-1895. Sul lato nord si trova invece palazzo Galatti, sede dell'ex Provincia di Trieste.
Al centro della piazza si trova la fontana dei Tritoni, realizzata nel 1898 dallo scultore altoatesino Franz Schranz durante i festeggiamenti per i cinquant'anni di regno dell'imperatore Francesco Giuseppe I d'Austria. La fontana venne commissionata dal comune di Trieste per sostituire un precedente fontanone rimosso l'anno precedente e sembra che l'opera sia stata eretta con particolare fretta per evitare che al suo posto venisse collocata una grande statua dell'imperatore voluta dalla luogotenenza austriaca. La statua dell'imperatore fu così collocata all'interno del vicino palazzo delle Poste, sulla balaustra delle scale del primo piano, e venne distrutta nel 1918, al termine della prima guerra mondiale, insieme ad altri simboli della dominazione asburgica sulla città.
La fontana è costituita da una grande vasca in marmo di Aurisina al centro della quale due tritoni e una nereide sorreggono una conchiglia da cui sgorga l'acqua.
Ai lati della fontana si trovano due vasche d'acqua di forma rettangolare allungata e, lungo i lati est e ovest, delle pensiline al di sotto delle quali sono state collocate delle panchine. Nell'angolo sud est della piazza si trova la rampa d'accesso al parcheggio interrato realizzato nei primi anni 2000.